# ساشا أوغنينوفسكي
ساشا أوغنينوفسكي (بالإنجليزية: Saša Ognenovski)‏ (بالمقدونية: Саша Огненовски) (ولد في 3 أبريل 1979) هو لاعب كرة قدم مقدوني أسترالي يلعب كقلب دفاع سابق حيث لعب لآخر مرة مع سيدني في الدوري الأسترالي لكرة القدم وكان نائب قائد منتخب أستراليا. في عام 2010 حصل على جائزة أفضل لاعب في آسيا وأدرج في التشكيلة المثلى للدوري الكوري الجنوبي وفاز بدوري أبطال آسيا مع سونغنام. هذه الإنجازات ساهمت في مشاركته مع منتخب أستراليا في كأس آسيا 2011.

## المسيرة الرياضية مع الأندية
لعب سابقا مع بريستون لايونز من 1997 إلى 2000 ثم في موسم 2003-04 ثم مع ميلبورن نايتس من 2000 إلى 2002 وفي موسم 2002-03 مع باناهايكي اليوناني ثم مع كوينزلاند رور حتى الانتقال إلى أديلايد يونايتد في فبراير 2008 للعب في دوري أبطال آسيا ابتداء من مارس 2008.
لعب أوغنينوفسكي مباراته الخمسين في الدوري الأسترالي أمام سيدني في 22 نوفمبر 2008 وسجل الهدف الأول وهو الأول له مع أديلايد يونايتد في الفوز 2-0 في ملعب هيندمارش. بعدها بأسبوع تمكن من تسجيل هدف دراماتيكي من ركلة حرة مباشرة عندما تعادل أديلايد يونايتد 1-1 مع نيوكاسل يونايتد جتس.
في يناير 2009 تم الكشف عن أن أوغنينوفسكي كان هدفا لسونغنام من دوري كوريا الجنوبية ولكن تم رفض العرض الأولي الذي كان بقيمة 285000 دولار أسترالي حيث طلب أديلايد يونايتد مبلغ 570,000 دولار. كما كان هدفا للنادي الكوري الجنوبي الآخر سول الذي أرسل مسؤولين للتفاوض بشأن مبلغ الانتقال مع أديلايد يونايتد.
تم حل مشكلة الانتقال في يوم الثلاثاء 13 يناير 2009 عندما كشف أديلايد يونايتد عن أن أوغنينوفسكي سينضم إلى سونغنام في نهاية موسم الدوري الأسترالي الممتاز 2008-09 بعد مرور عامين. المدافع قدم إشادة متوهجة للنادي على الإعلان قائلاً: «لقد قابلت بعض الناس العظماء، المالكان نيك وداريو فونتاناروزا هما على الأرجح أفضل الأشخاص الذين قابلتهم في كرة القدم لذا فهو قرار صعب لكن من الواضح أنه يجب علي تأمين مستقبلي ورعاية أسرتي وهذا هو السبب الرئيسي الذي دفعني إلى تقديم العرض».
حصل أوغنينوفسكي على جائزة ثاني أفضل لاعب كرة قدم مقدوني في عام 2008 خلف غوران بانديف من إنتر ميلان. في عام 2010 في موسمه الثاني مع سونغنام قاد أوغنينوفسكي الفريق للفوز ببطولة دوري أبطال آسيا. سجل الهدف الافتتاحي في المباراة التي هزم فيها سونغنام ذوب آهن أصفهان 3-1 في المباراة النهائية. تم اختيار أوغنينوفسكي أفضل لاعب في المباراة وأفضل لاعب في البطولة.
في 7 يوليو 2012 انتقل أوغنينوفسكي إلى أم صلال في دوري نجوم قطر بعد فترة معلقة مدتها ثلاث سنوات في سونغنام. لعب أوغنينوفسكي أول مباراة له مع أم صلال في 21 أكتوبر 2012 في التعادل خارج ملعبه 1-1 مع الخريطيات.
في 4 فبراير 2014 انتقل أوغنينوفسكي مرة أخرى إلى الدوري الأسترالي للتوقيع مع سيدني. سجل هدفه الأول على نيوكاسل يونايتد جتس بمساعدة من الإيطالي المخضرم أليساندرو دل بييرو.
في 8 أكتوبر 2014 تم تعيين أوغنينوفسكي جنبا إلى جنب مع نيكولا بيتكوفيتش نائبين لقائد فريق سيدني لعام 2014 وسجل أول هدف له في موسم 2014-15 في الدور الثاني على سيدني ويسترن واندررز عندما فاز فريقه 3-2. بدا أن أوغنينوفسكي سجل هدف لكن تم احتسابه هدف ذاتي لروميو كاستيلين. ومع ذلك تم طرد أوغنينوفسكي لضربه فيتور سابا في الرأس.
تم تسريح أوغنينوفسكي من سيدني في 3 يونيو 2015.

## المسيرة الرياضية مع المنتخب
كان أوغنينوفسكي مؤهلاً لتمثيل أستراليا ولكن بعد عدم اختياره لأستراليا في تصفيات كأس آسيا 2007 ضد إندونيسيا والكويت أعرب أوغنينوفسكي عن خيبة أمله ووضعت نفسه متاحا للاختيار لمنتخبه الأصلي مقدونيا. على الرغم من عدم توفره للعب مع مقدونيا (بسبب عدم تلقيه تصريح من الاتحاد الدولي لكرة القدم) فقد استدعي من قبل سريتشكو كاتانيتس للعب لمقدونيا في المباراة ضد مولدوفا في 11 فبراير 2009 على الرغم من أنه لم يبرز بسبب القضايا مع أهليته.
بعد إخماد آماله في اللعب لأستراليا تحت قيادة المدرب السابق بيم فيربيك تم تحقيق أحلامه أخيرا عندما استدعاه هولغر أوسييك المدرب الجديد لأستراليا لمباراة ودية ضد مصر في القاهرة ثم استدعي للمشاركة في كأس آسيا 2011. خلال كأس آسيا بدأ كل المباريات أساسيا وأقام شراكة دفاعية قوية مع لوكاس نيل وسجل الهدف الثاني في فوز أستراليا على أوزبكستان 6-0 في الدور نصف النهائي.

## الإنجازات

### مع الأندية
- سونغنام
  - كأس الاتحاد الكوري الجنوبي (1): 2011
  - دوري أبطال آسيا (1): 2010

### الشخصية
- أفضل لاعب في بطولة دوري أبطال آسيا 2010
- جائزة أفضل لاعب في آسيا 2010
- تشكيلة الموسم في الدوري الكوري الجنوبي 2010

## إحصائيات المسيرة الرياضية

### الإحصائيات مع الأندية
آخر تحديث 21 مارس 2014.
| النادي             | الموسم  | الدوري1   | الدوري1 | الكأس2    | الكأس2  | القارة3   | القارة3 | المجموع   | المجموع |
| النادي             | الموسم  | المباريات | الأهداف | المباريات | الأهداف | المباريات | الأهداف | المباريات | الأهداف |
| ------------------ | ------- | --------- | ------- | --------- | ------- | --------- | ------- | --------- | ------- |
| بريستون ليونز      | 1997-98 | 25        | 1       |           |         |           |         | 25        | 1       |
| بريستون ليونز      | 1998-99 | 30        | 3       |           |         |           |         | 30        | 3       |
| بريستون ليونز      | 1999-00 | 34        | 4       |           |         |           |         | 34        | 4       |
| بريستون ليونز      | المجموع | 88        | 8       | -         | -       | -         | -       | 88        | 8       |
| ميلبورن نايتس      | 2000-01 | 23        | 0       |           |         |           |         | 23        | 0       |
| ميلبورن نايتس      | 2001-02 | 28        |         |           |         |           |         | 28        | 0       |
| ميلبورن نايتس      | المجموع | 51        | 0       | -         | -       | -         | -       | 51        | 0       |
| باناخايكي          | 2002–03 | 2         | 0       | 2         | 0       |           |         | 4         | 0       |
| باناخايكي          | المجموع | 2         | 0       | 2         | 0       | -         | -       | 4         | 0       |
| بريستون ليونز      | 2003-04 | 26        | 5       |           |         |           |         | 26        | 5       |
| بريستون ليونز      | المجموع | 26        | 5       | -         | -       | -         | -       | 26        | 5       |
| فوكنر ويتليسي بلوز | 2005    | 16        | 2       |           |         |           |         | 16        | 2       |
| فوكنر ويتليسي بلوز | المجموع | 16        | 2       | -         | -       | -         | -       | 16        | 2       |
| كوينزلاند رور      | 2006-07 | 17        | 0       | 5         | 0       | 0         | 0       | 22        | 0       |
| كوينزلاند رور      | 2007-08 | 21        | 2       | 5         | 1       | 0         | 0       | 26        | 3       |
| كوينزلاند رور      | المجموع | 38        | 2       | 10        | 1       | -         | -       | 48        | 3       |
| أديلايد يونايتد    | 2008-09 | 23        | 3       | 1         | 0       | 11        | 0       | 35        | 3       |
| أديلايد يونايتد    | المجموع | 23        | 3       | 1         | 0       | 11        | 0       | 35        | 3       |
| سونغنام            | 2009    | 24        | 2       | 11        | 0       | -         | -       | 35        | 2       |
| سونغنام            | 2010    | 25        | 3       | 6         | 0       | 11        | 2       | 42        | 5       |
| سونغنام            | 2011    | 24        | 5       | 9         | 2       | -         | -       | 33        | 7       |
| سونغنام            | 2012    | 11        | 0       | 1         | 0       | 5         | 0       | 17        | 0       |
| سونغنام            | المجموع | 84        | 10      | 27        | 2       | 16        | 2       | 127       | 14      |
| أم صلال            | 2012-13 | 18        | 1       | 0         | 0       | -         | -       | 18        | 1       |
| أم صلال            | المجموع | 18        | 1       | 0         | 0       | 0         | 0       | 18        | 1       |
| سيدني              | 2013-14 | 6         | 1       | -         | -       | -         | -       | 6         | 1       |
| سيدني              | المجموع | 6         | 1       | 0         | 0       | 0         | 0       | 6         | 1       |
| المجموع            | المجموع | 352       | 31      | 40        | 3       | 27        | 2       | 409       | 36      |

1 – يشمل إحصائيات سلسلة نهائيات الدوري الأسترالي وإحصاءات الدوري الكوري

2 – يشمل إحصاءات كأس الدوري

3 – يتضمن إحصائيات كأس العالم للأندية وتم تضمين إحصائيات دوري أبطال آسيا في الموسم الذي يبدأ بعد مراحل المجموعات (أي دوري أبطال آسيا 2008 في موسم الدوري الأسترالي 2008-09 إلخ.)

### الإحصائيات مع المنتخب
| منتخب أستراليا | منتخب أستراليا | منتخب أستراليا |
| العام          | المباريات      | الأهداف        |
| -------------- | -------------- | -------------- |
| 2010           | 1              | 0              |
| 2011           | 9              | 1              |
| المجموع        | 10             | 1              |

| المباريات والأهداف الدولية | المباريات والأهداف الدولية | المباريات والأهداف الدولية      | المباريات والأهداف الدولية | المباريات والأهداف الدولية | المباريات والأهداف الدولية | المباريات والأهداف الدولية |
| #                          | التاريخ                    | الملعب                          | الخصم                      | النتيجة                    | الأهداف                    | المنافسة                   |
| 2010                       | 2010                       | 2010                            | 2010                       | 2010                       | 2010                       | 2010                       |
| -------------------------- | -------------------------- | ------------------------------- | -------------------------- | -------------------------- | -------------------------- | -------------------------- |
| 1.                         | 17 نوفمبر 2010             | القاهرة، مصر                    | مصر                        | 0–3                        | 0                          | ودية                       |
| 2011                       |                            |                                 |                            |                            |                            |                            |
| 2.                         | 5 يناير 2011               | العين، الإمارات العربية المتحدة | الإمارات العربية المتحدة   | 0–0                        | 0                          | ودية                       |
| 3.                         | 10 يناير 2011              | الدوحة، قطر                     | الهند                      | 4–0                        | 0                          | كأس آسيا 2011              |
| 4.                         | 14 يناير 2011              | الدوحة، قطر                     | كوريا الجنوبية             | 1–1                        | 0                          | كأس آسيا 2011              |
| 5.                         | 18 يناير 2011              | الدوحة، قطر                     | البحرين                    | 1–0                        | 0                          | كأس آسيا 2011              |
| 6.                         | 22 يناير 2011              | الدوحة، قطر                     | العراق                     | 1–0                        | 0                          | كأس آسيا 2011              |
| 7.                         | 25 يناير 2011              | الدوحة، قطر                     | أوزبكستان                  | 6–0                        | 1                          | كأس آسيا 2011              |
| 8.                         | 29 يناير 2011              | الدوحة، قطر                     | اليابان                    | 0–1                        | 0                          | كأس آسيا 2011              |
| 9.                         | 29 مارس 2011               | مونشنغلادباخ، ألمانيا           | ألمانيا                    | 2–1                        | 0                          | ودية                       |
| 10.                        | 7 يونيو 2011               | ملبورن، أستراليا                | صربيا                      | 0–0                        | 0                          | ودية                       |